# Dylan Roche
Dylan Roche, né le 6 janvier 1997, est un judoka français évoluant dans la catégorie des moins de 81 kg (mi-moyens).

## Carrière
Dylan Roche est champion de France junior de judo dans la catégorie des moins de 73 kg en 2016,.
En 2017, il devient champion de France sénior de deuxième division des moins de 81 kg.